# نانا أكوا أدو
نانا أكوا أدو (بالإنجليزية: Nana Akua Addo)‏، هي مُمثلة غانية الجنسية ألمانية المولد. تُلقب نانا بأنها ملكة السجادة الحمراء، كما فازت بجائزة ملكة جمال ألمانيا - غانا في سنة 2005.